# Bradycellus puncticollis
Bradycellus puncticollis är en skalbaggsart som beskrevs av Thomas Casey. Bradycellus puncticollis ingår i släktet Bradycellus och familjen jordlöpare. Inga underarter finns listade i Catalogue of Life.